# My First Sony

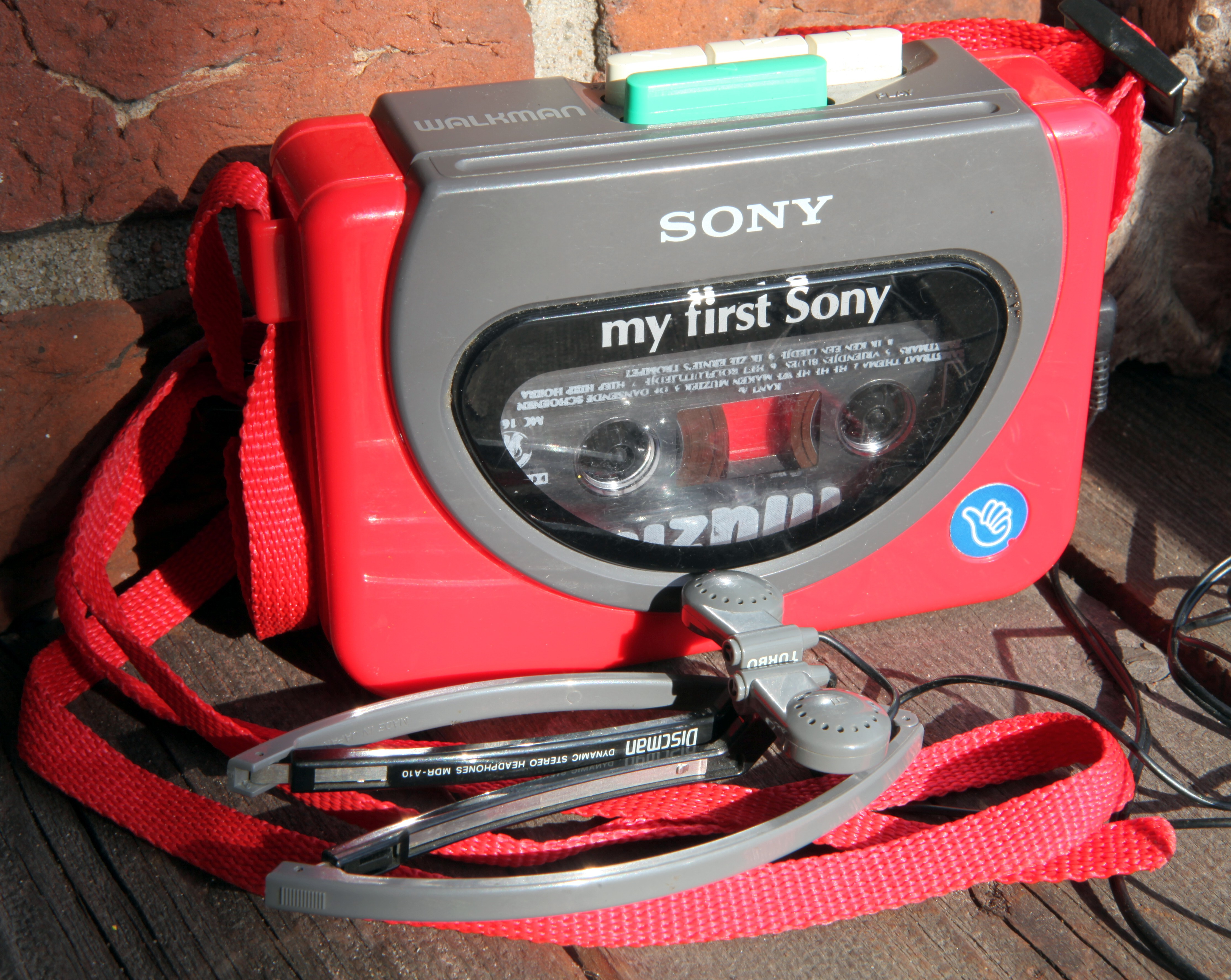
De walkman

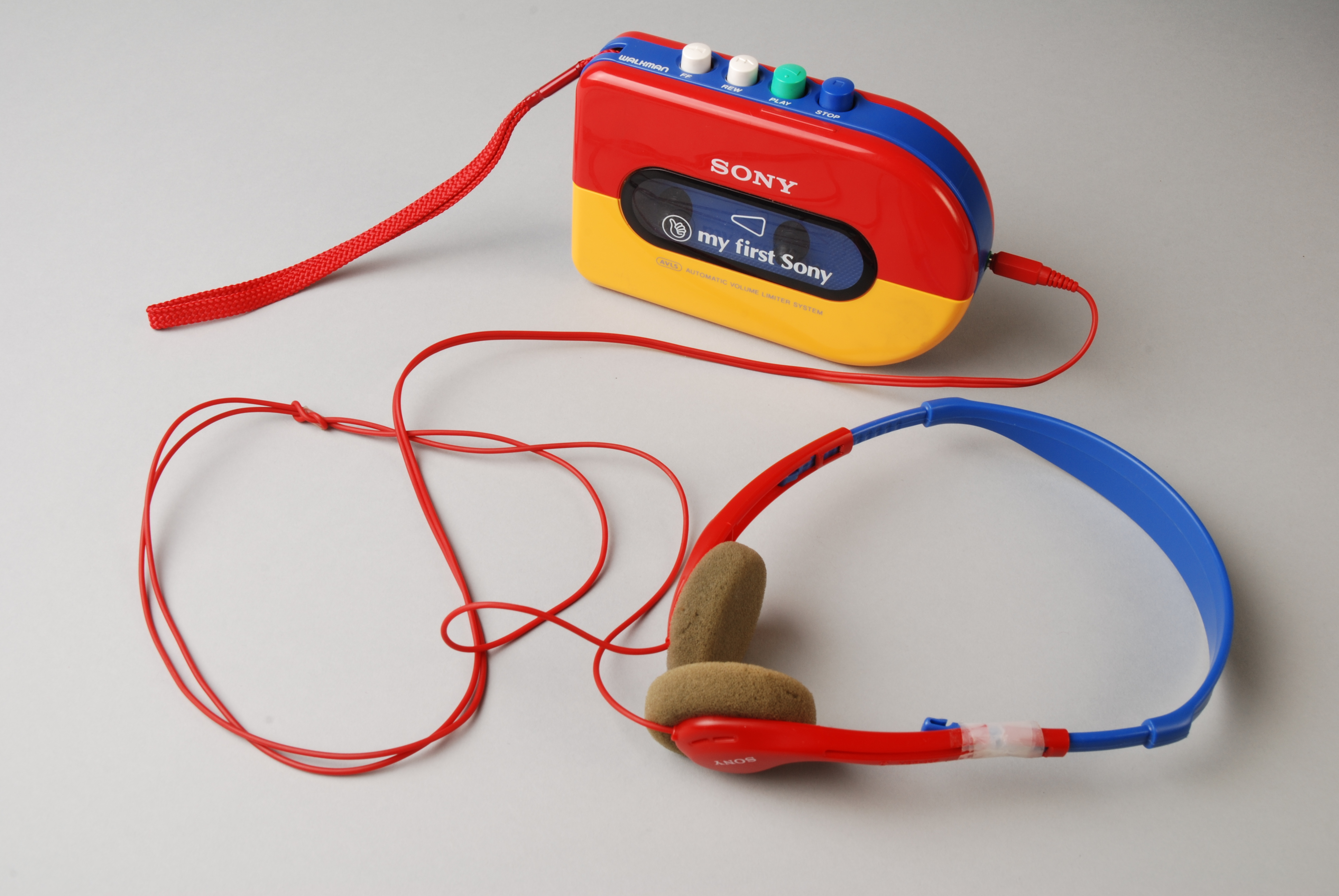
Andere uitvoering

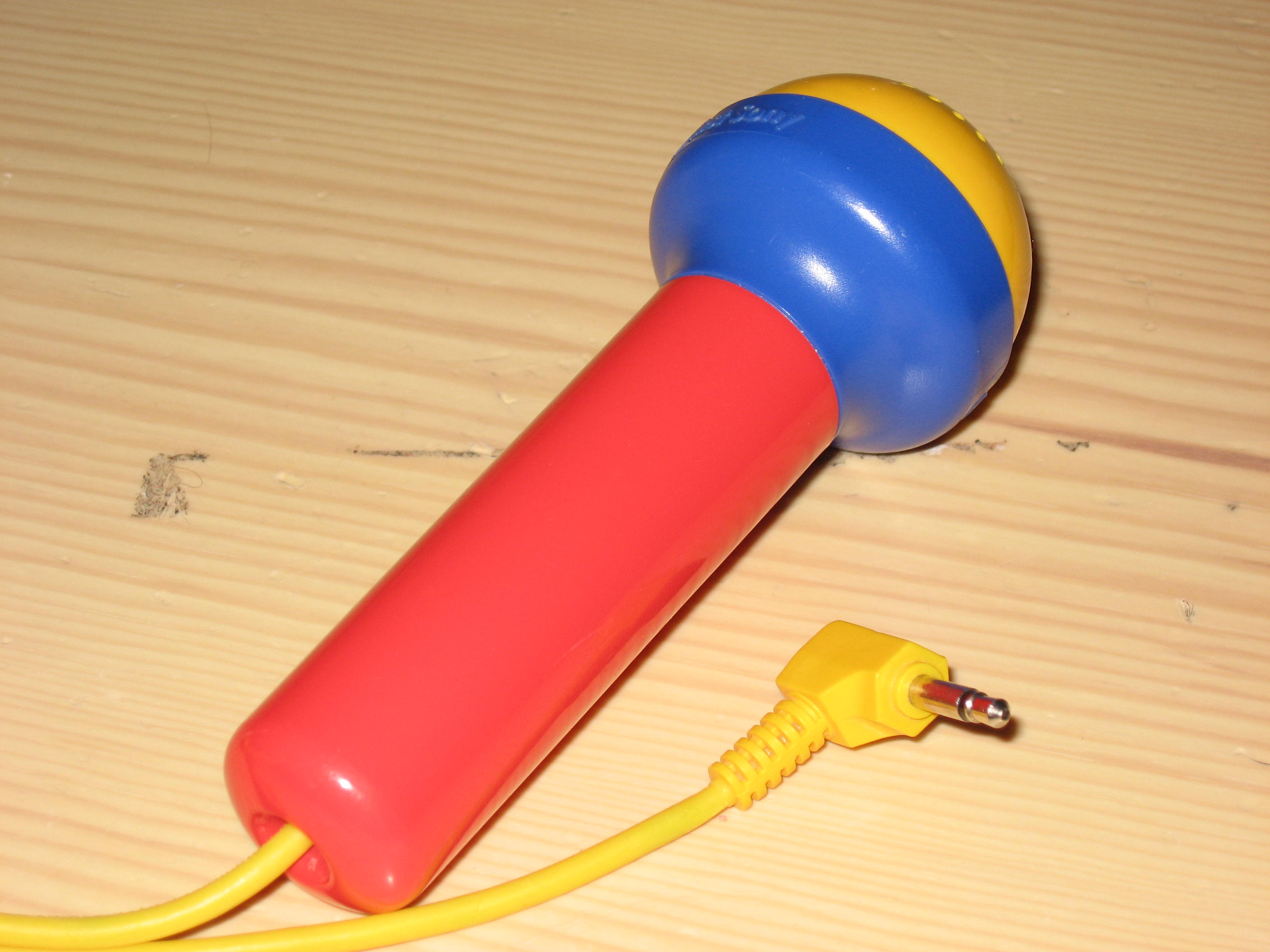
De microfoon

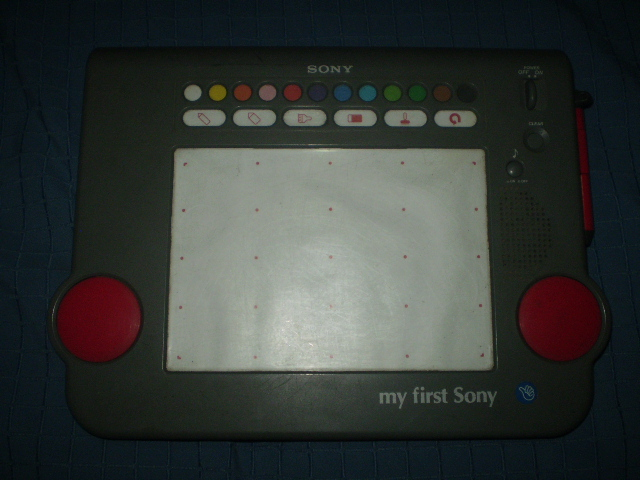
Het tekenbord

My First Sony is een collectie elektronische apparaten voor de allerjongsten, in felle, opvallende kleuren. Ze waren ontworpen voor het gebruik door kinderen en zijn daardoor bestand tegen vallen en stoten. De spullen werden in de tachtiger en negentiger jaren van de vorige eeuw uitgebracht door Sony. De bedoeling was er de nieuwsgierigheid en interesse voor techniek bij jonge kinderen mee op te wekken. Daartoe werden de modellen zo uitgevoerd, dat de werking van het mechanisme goed zichtbaar was. Kinderen konden zien hoe het werkte. 
De basisonderdelen zijn meestal rood, de druk- en draaiknoppen blauw en de speakers geel.
De term "My First Sony" is nog steeds zo bekend, dat deze vaak wordt geciteerd voor een heel ander als eerste gekocht apparaat van het merk.  

## Apparaten
- een walkman
- een walkman met radio
- een cassetterecorder
- een radio-cassetterecorder
- een sound pad, een drummachine die men op de microfoon ingang van andere apparaten kan steken
- een FM-radio
- een set van een microfoon met een versterker
- een wekkerradio
- een set walkie talkies, los zowel als versie van koptelefoons
- een elektronisch tekenbord